# Musée archéologique d'Éphèse
Le musée archéologique d'Éphèse (en turc Efes Müzesi) est un musée situé à Selçuk, non loin d'Izmir. Il contient des pièces issues des fouilles d'Éphèse mais également des pièces ethnographiques.

## Historique
La majorité des objets découverts dans les anciennes fouilles sont répartis entre les musées d'Istanbul (musée archéologique d'Istanbul) et d'Izmir, de Vienne (Kunsthistorisches Museum), et de Londres (British Museum). En 1929 est créé un dépôt d'antiquités à Selçuk qui devient la base du futur musée, agrandi en 1964 et 1976.

## Collections
Les collections du musée comprennent environ 50 000 objets depuis le IVe millénaire av. J.-C. jusqu'à l'époque moderne, la période couvrant l'Antiquité classique et l'époque médiévale étant la mieux représentée.
Le musée est divisé en deux départements distincts, l'un consacré à l'archéologie, et l'autre à l'ethnographie. Ce dernier occupe un musée ethnographique réorganisé en 1995 à la suite de la restauration d'un hammam turc (Saadet-Hatun-Hamam) dans la partie ouest du musée de Selçuk en 1972.

### Salle des découvertes faites dans les maisons

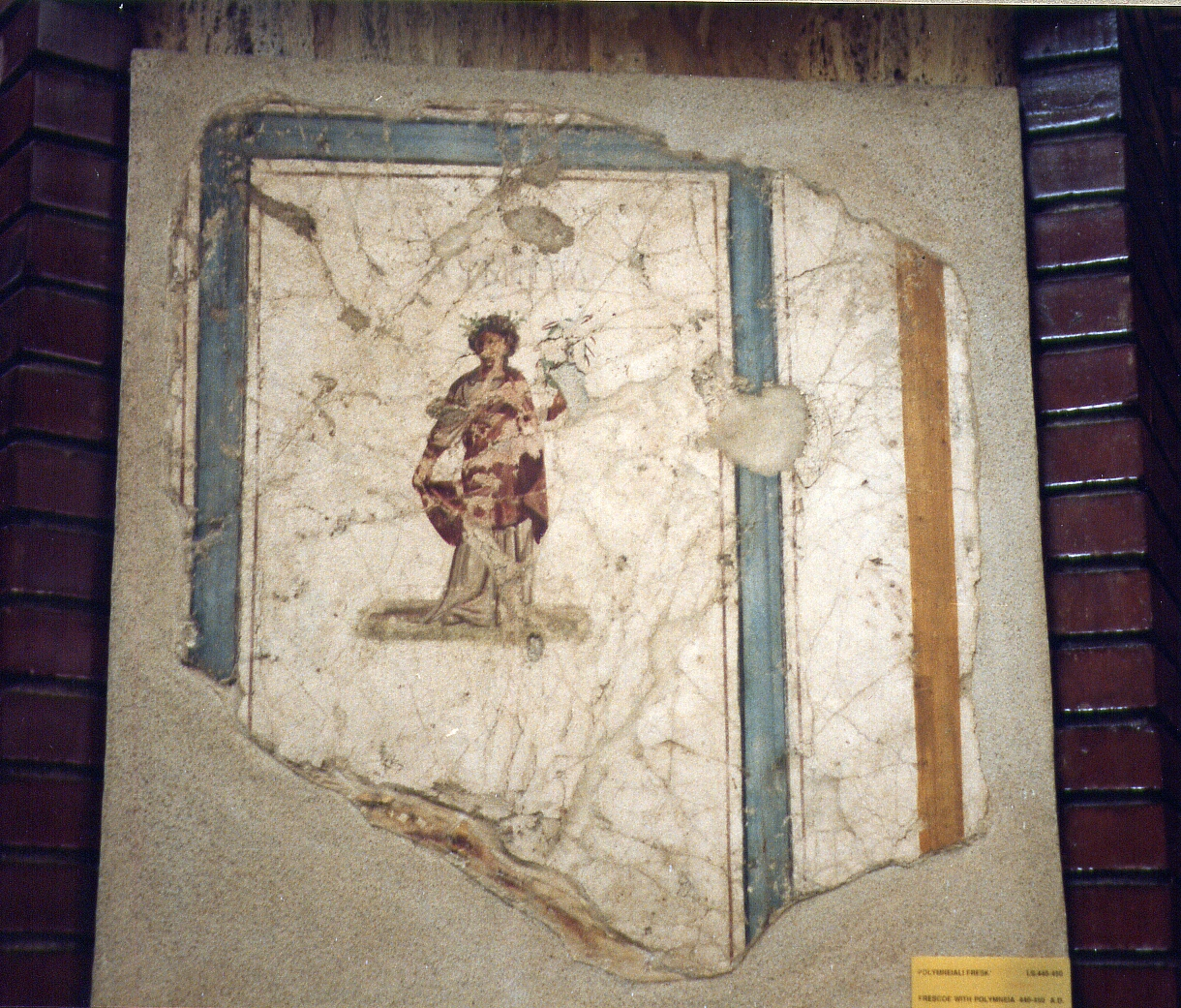
Fresque de Polymnie

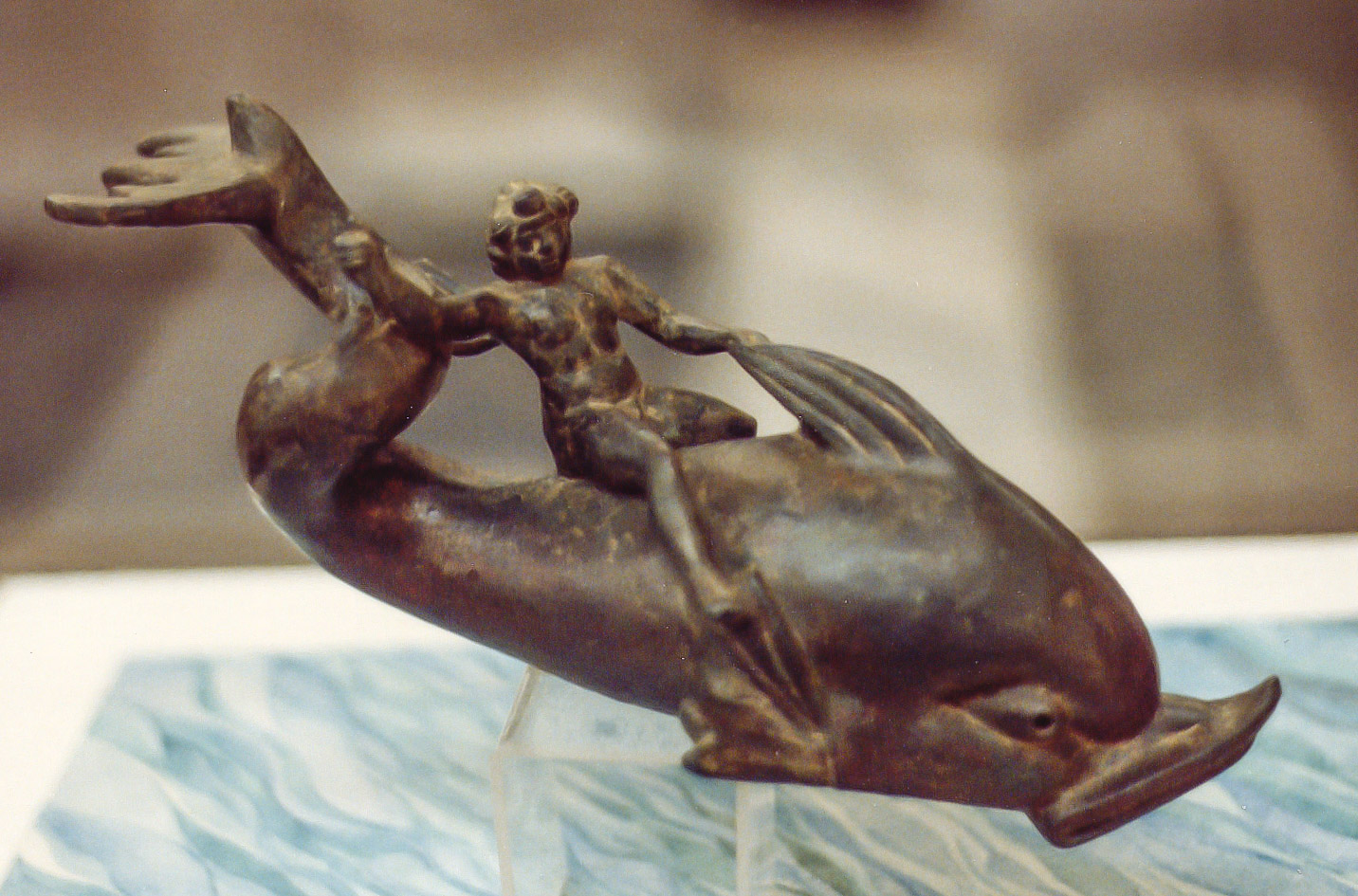
Éros sur le dauphin

Des trouvailles provenant des maisons à flanc de colline, mais aussi d'autres maisons de la ville, sont exposées dans cette salle. Il s'agit notamment de statuettes comme l'Éros en bronze sur le dauphin (IIe siècle), un prêtre égyptien (VIIe siècle av. J.-C.), une tête en marbre de Socrate (Ier siècle), une tête d'Attis en marbre jaune, ainsi que des objets de tous les jours et des bijoux en verre et en métal. Des fresques et des fragments de mosaïques provenant de fouilles antérieures dans les maisons à flanc de colline peuvent également être trouvés ici, dont des figures de Socrate et de Polymnie.

### Salle des fontaines

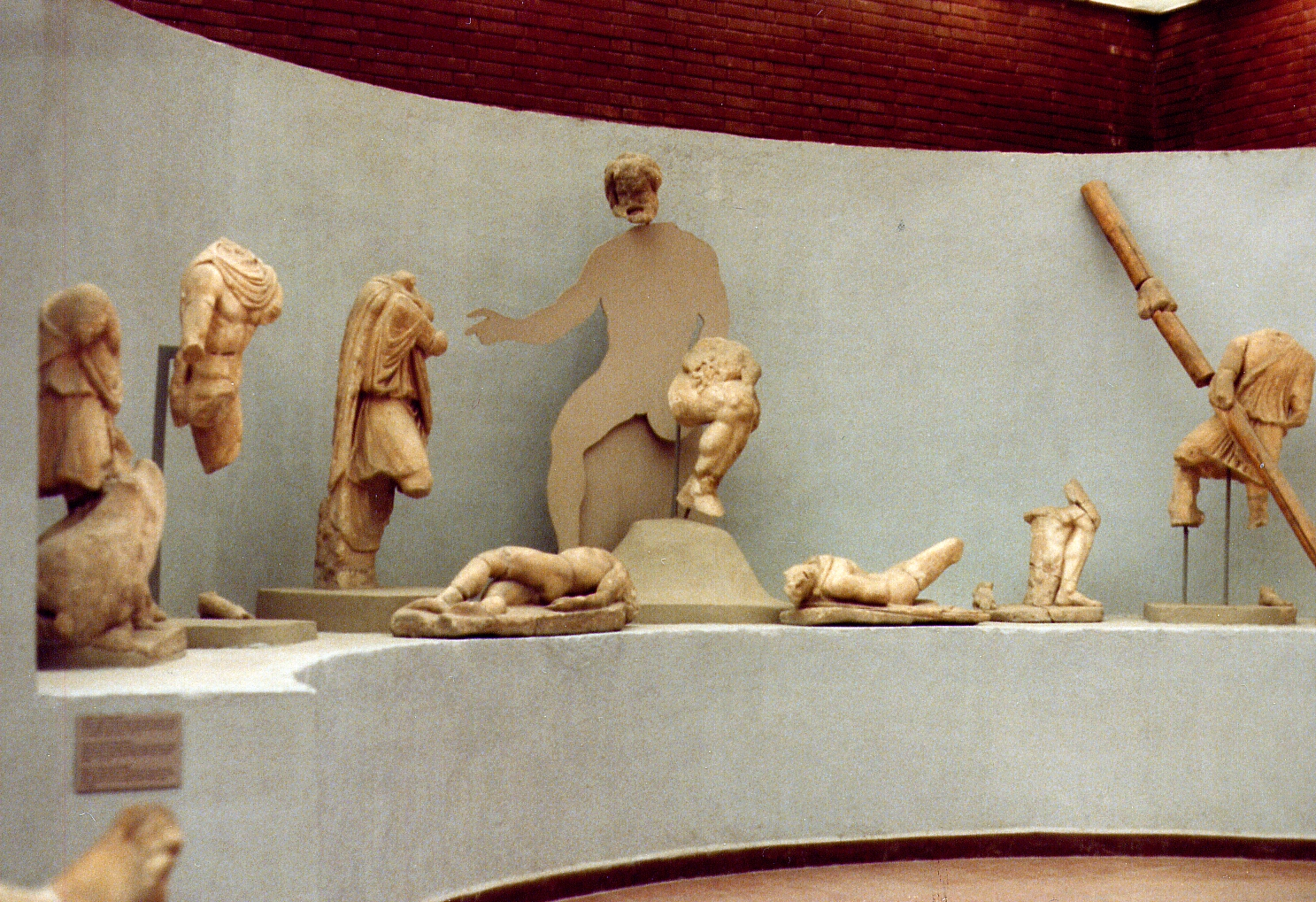
Groupe de Polyphème

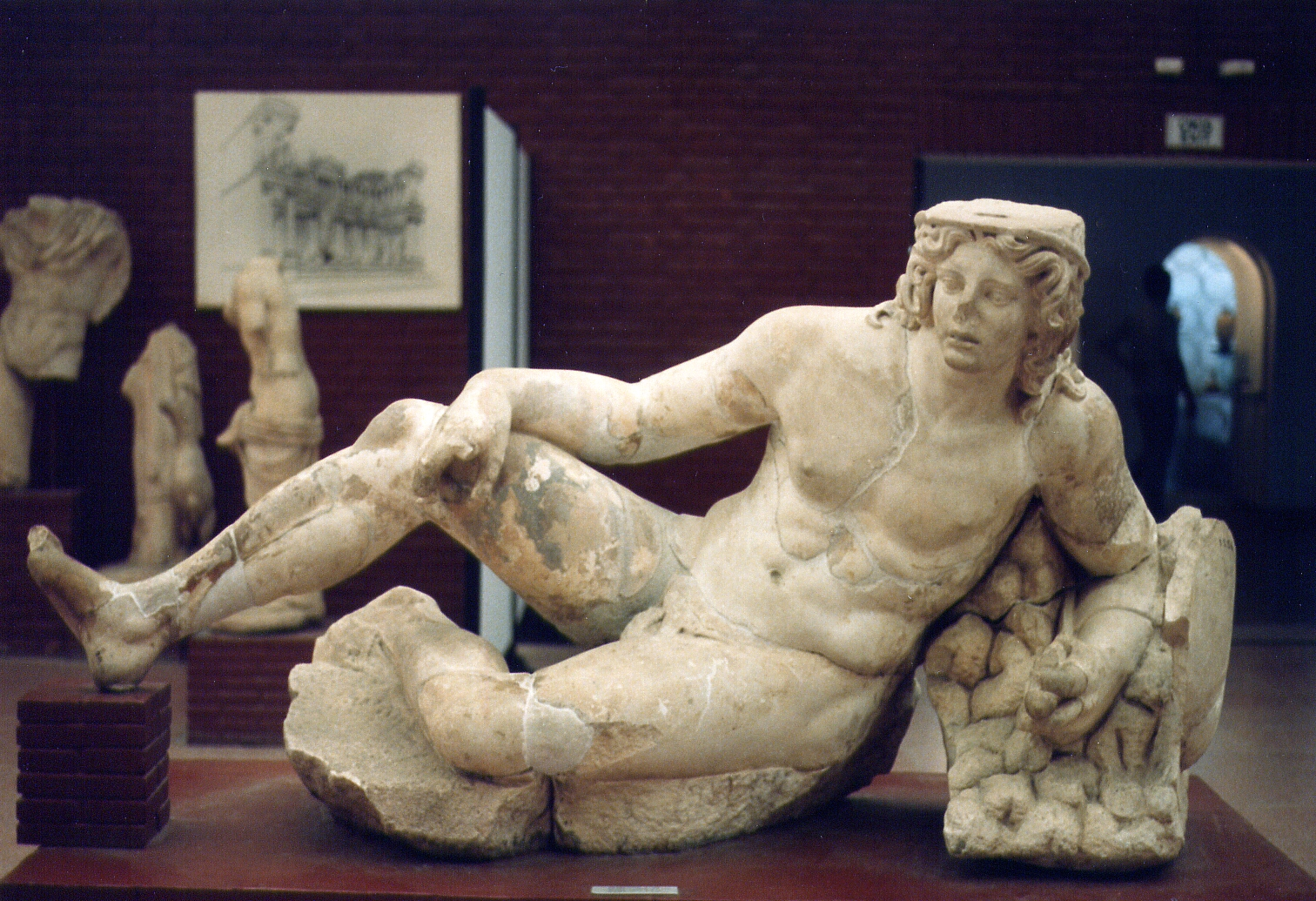
Guerrier au repos

Des découvertes de la zone du nymphée de Pollion et d'autres fontaines sont ici présentées.
Le groupe de Polyphème (Ier siècle) ornait initialement le fronton du temple d'Isis : après son effondrement, il a été placé au bord du bassin du nymphée. Ce groupe montre Ulysse au centre, entouré de ses compagnons qui s'apprêtent à aveugler Polyphème. Une reconstitution est visible dans le jardin du musée.
Le Guerrier au repos (Ier siècle) et une tête de Zeus ont également été retrouvés sur le nymphée de Pollion. Les statues de Dionysos et du satyre couché proviennent du temple d' Hadrien, ainsi que l'effigie d'Androklos, le légendaire fondateur de la ville. Sont également exposées ici des nymphes provenant de la fontaine de Laecanius Bassus du temple de Domitien.

### Salle des nouvelles découvertes

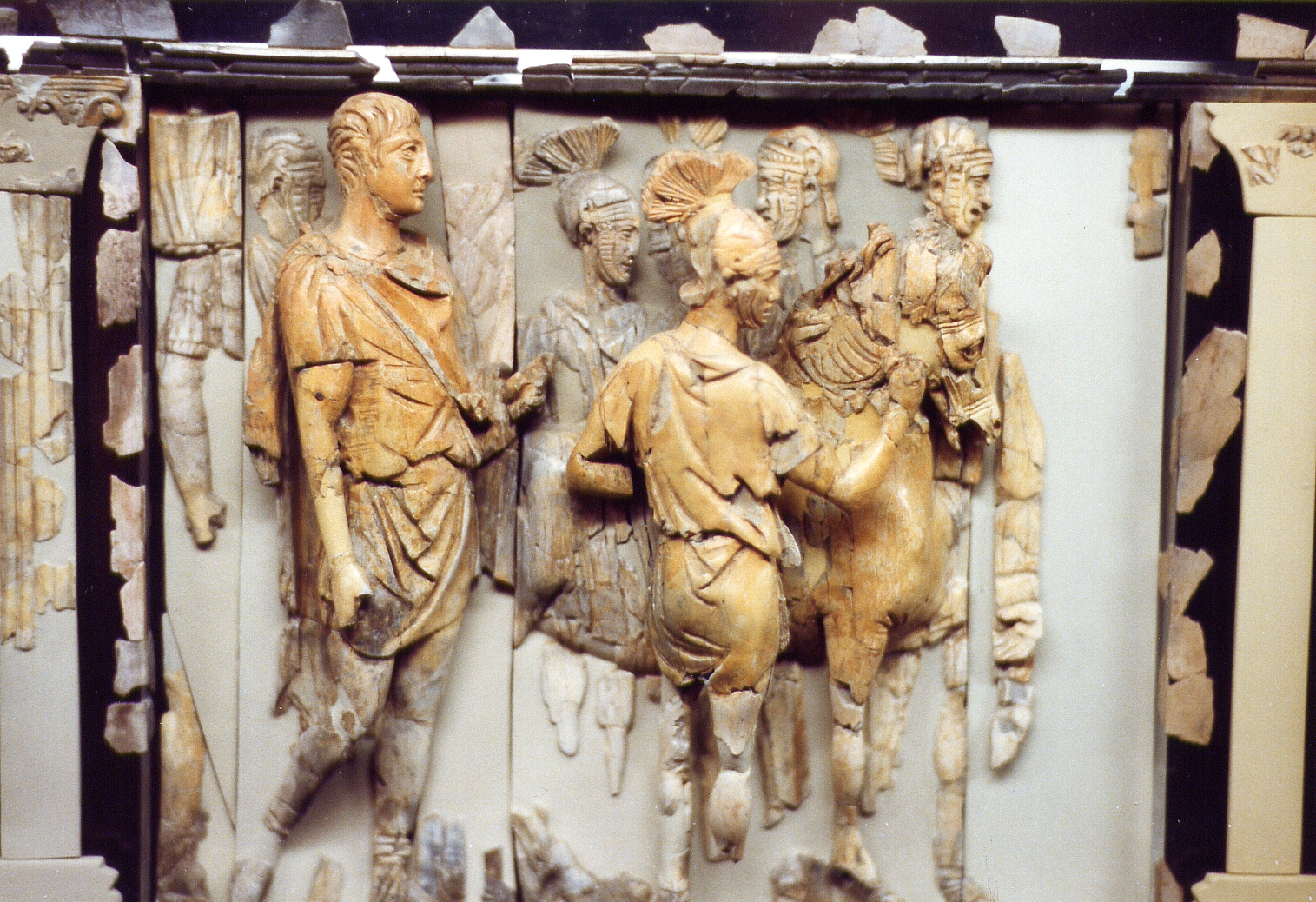
Frise en ivoire représentant l'empereur Trajan (à gauche) combattant les Parthes.

Cette salle présente principalement de petits objets dont des monnaies, avec de nombreuses représentations d'abeilles, symbole d'Éphèse, ainsi que des lampes à huile et des masques de théâtre. Un buste bien conservé de l'empereur Marc Aurèle a été retrouvé dans une cachette d'un immeuble résidentiel. La pièce la plus impressionnante de cette salle est une frise en ivoire retrouvée brisée dans une maison à flanc de colline et minutieusement reconstituée. Elle montre le combat de l'empereur Trajan contre les Parthes dans une représentation réaliste.

### Salle des découvertes dans les tombes
Cette salle contient des objets funéraires d'Éphèse et des environs. En plus des découvertes de la grotte des Sept Dormants d'Éphèse (de), on peut voir ici des objets en verre coloré, par exemple des récipients pour le vin, la médecine ou la parfumerie, mais aussi des stèles funéraires.
Ici encore sont exposés des vases funéraires mycéniens des XIVe et XIIIe siècles av. J.-C., trouvés lors de travaux de voirie devant l'église Saint-Jean.

### Salle du culte impérial

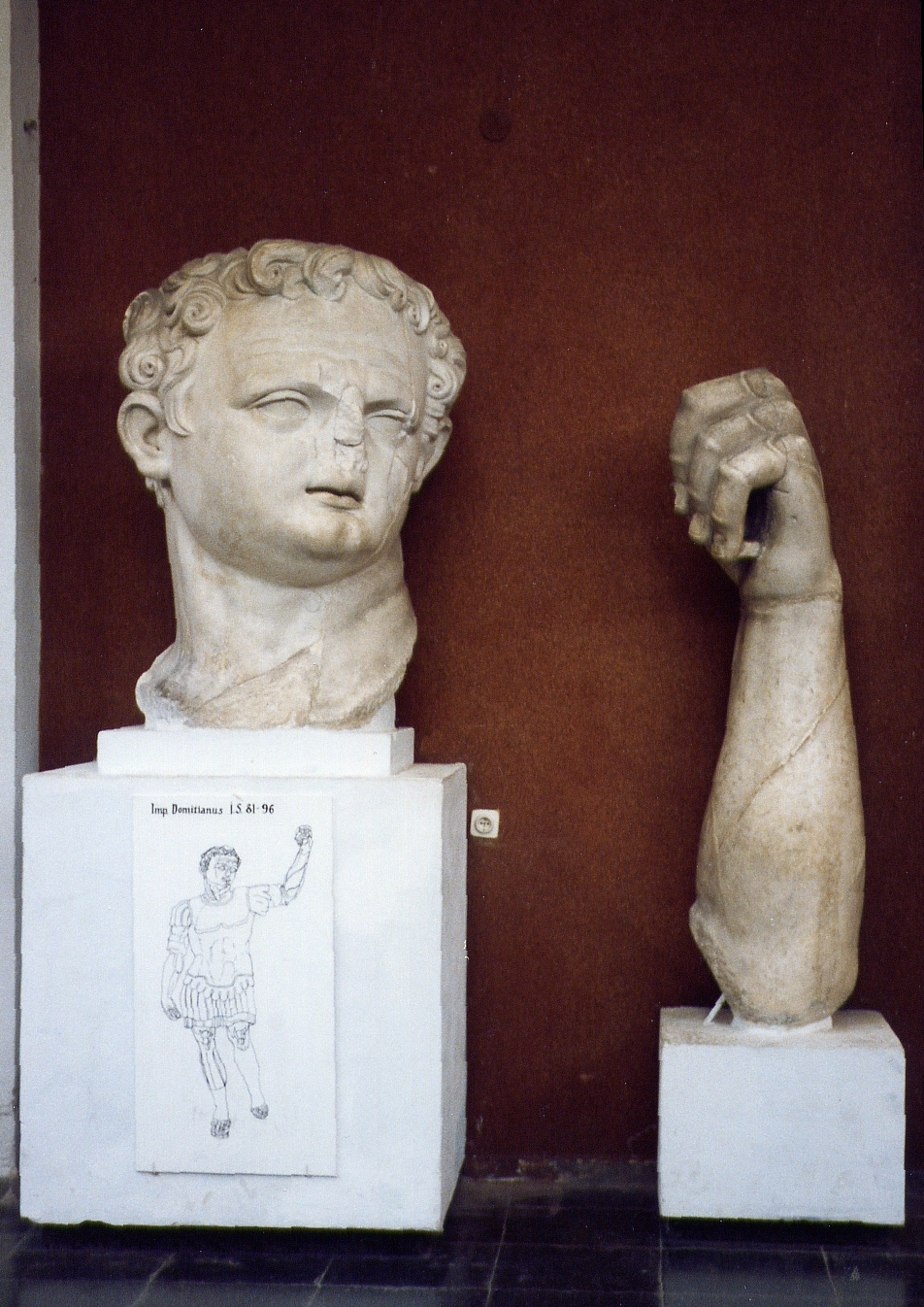
Tête de Domitien

Cette salle abrite des statues et des bustes d'empereurs romains et autres objets appartenant à leurs temples.
Outre les portraits en buste d'Auguste et de son épouse Livie, une tête monumentale de Domitien est particulièrement frappante. Avec son avant-bras séparé et quelques autres fragments, elle appartient à une statue qui était dressée près du temple de Domitien, d'une taille d'environ sept mètres. L'autel du temple de Domitien provient du même site. Un autel plus petit présente un taureau sacrificiel et des restes d'armes et d'armures.
Des parties originales de la frise du temple d'Hadrien se trouvent également dans cette salle : elles montrent le mythe fondateur d'Éphèse, consistant en une procession cérémonielle de Dionysos et Thésée combattant es Amazones. Des copies se trouvent sur le temple lui-même.

### Salle d'Artémis

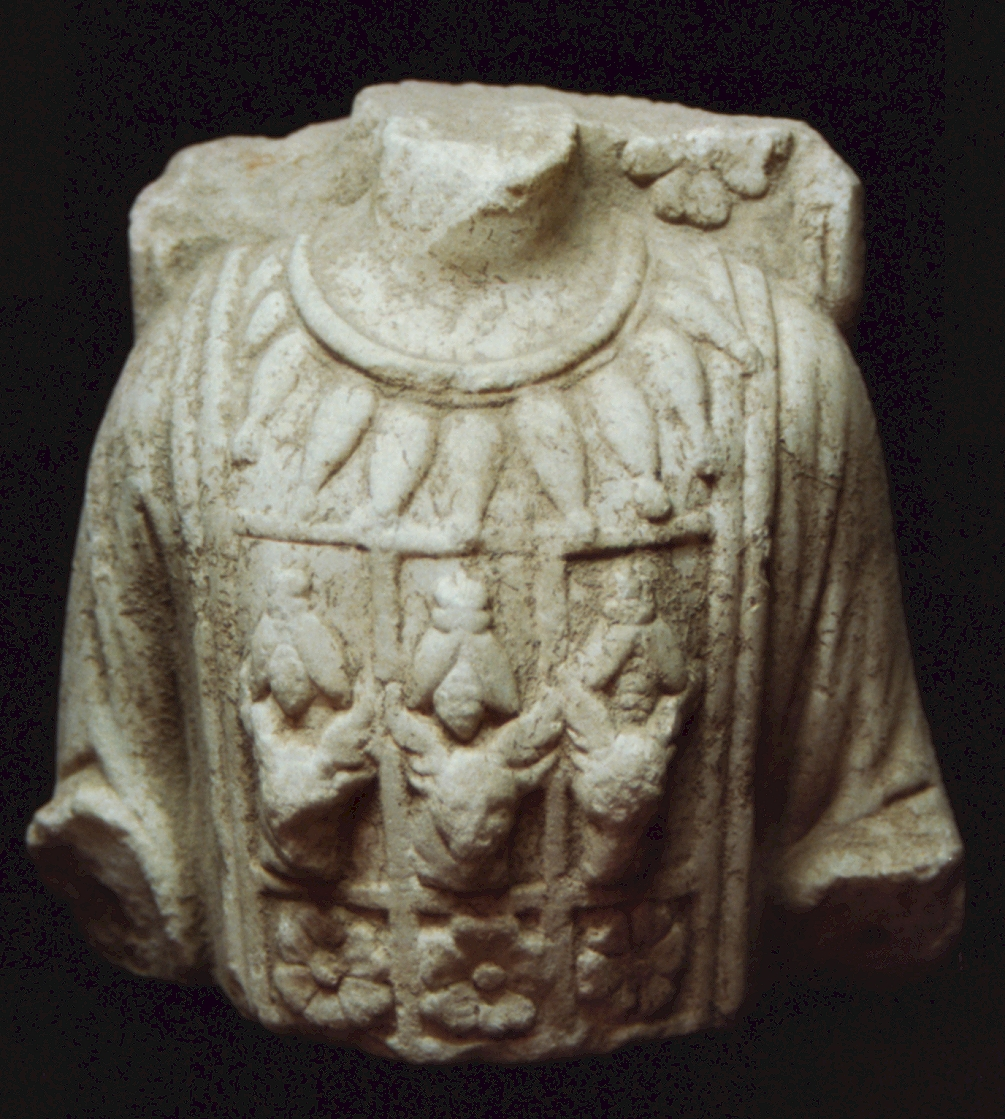
L'Artémis « sans tête »

Cette salle présente trois statues de l'Artémis d'Éphèse et quelques fragments architecturaux de l'Artémision. En plus d'une Artémis sans tête sont présentées deux copies romaines en marbre de la statue de culte en bois de la déesse, qui se trouvaient dans le temple d'Artémis.
La plus grande (inv. 712), appelée « Artémis colossale », mesure 3,20 m de haut. Elle porte une ceinture richement décorée : des lions, des taureaux et des griffons sont représentés sur la partie inférieure. Le pendentif de poitrine est interprété comme un symbole de fertilité, bien que les avis diffèrent pour savoir s'il s'agit de seins, d'œufs ou de testicules de taureau.

La grande Artémis d'Éphèse (n° 712)
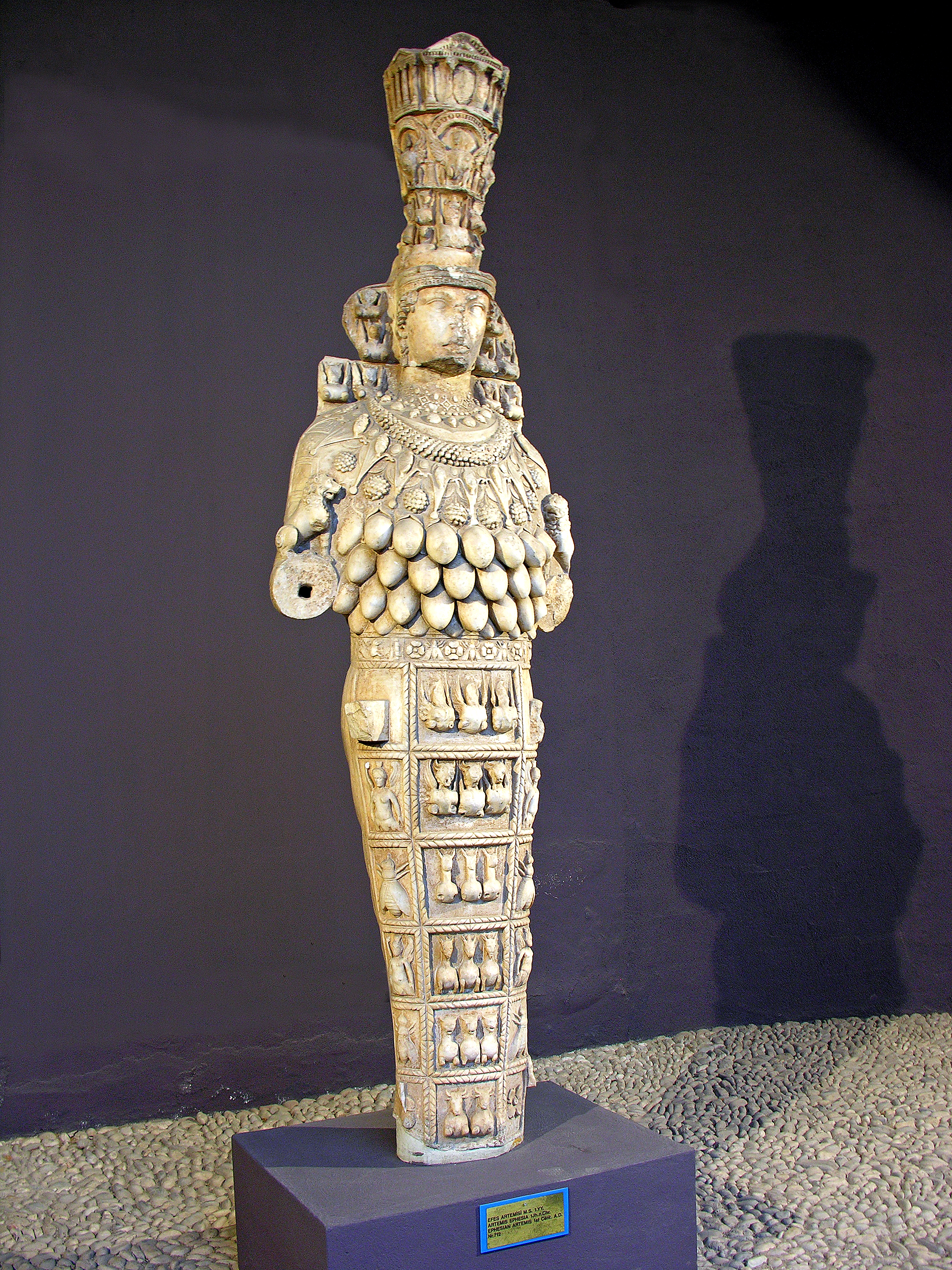
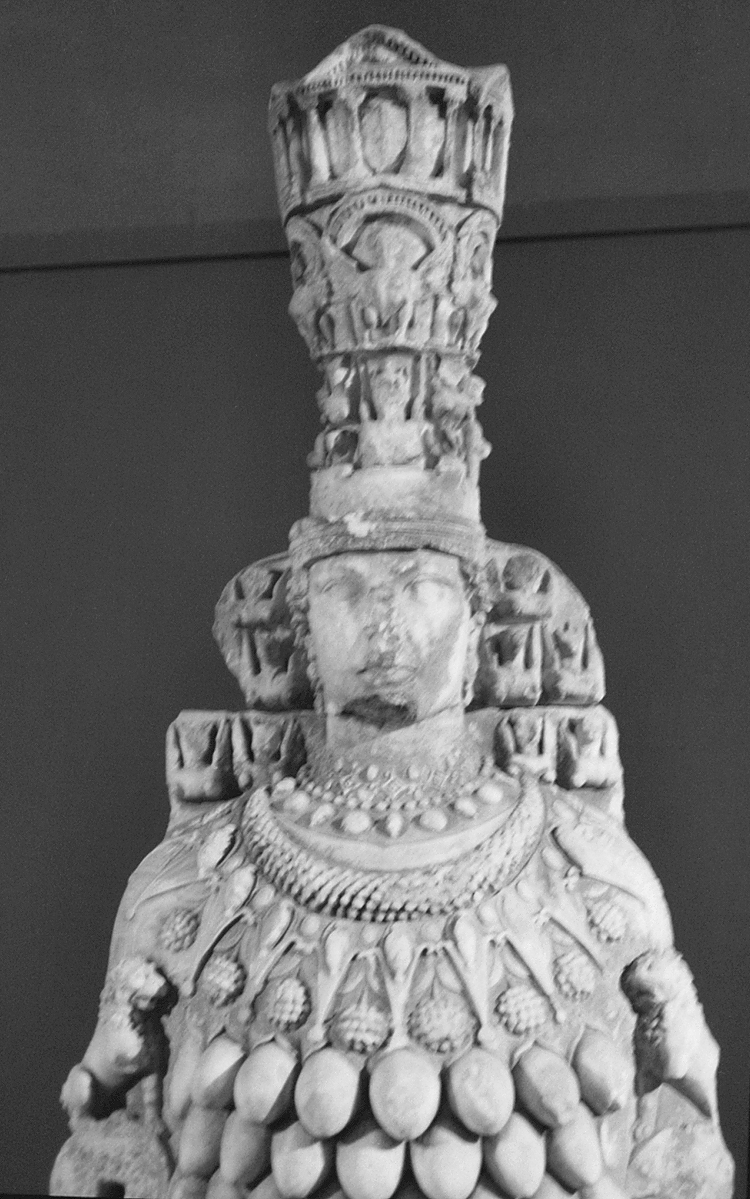

La troisième statue (inv. 718) est la « belle Artémis », deux biches se tenant à son côté. Ces objets, ainsi que des animaux mythiques et des signes du zodiaque sur la robe, montrent que l'Artémis d'Éphèse est un successeur ou une forme de transition de l'ancienne déesse-mère phrygienne Cybèle à la déesse grecque, puis romaine.

Artémis d'Éphèse (n° 718)
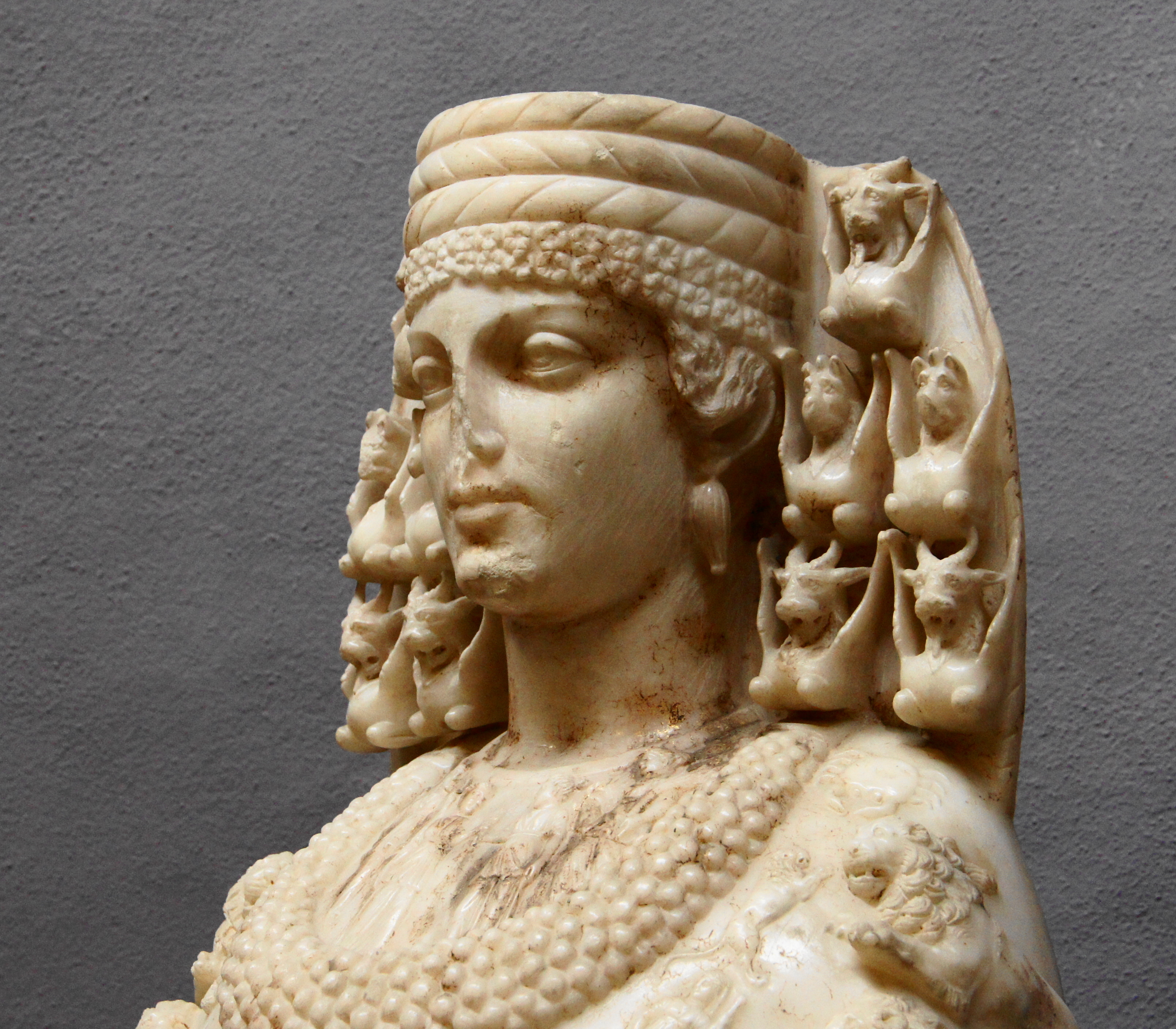
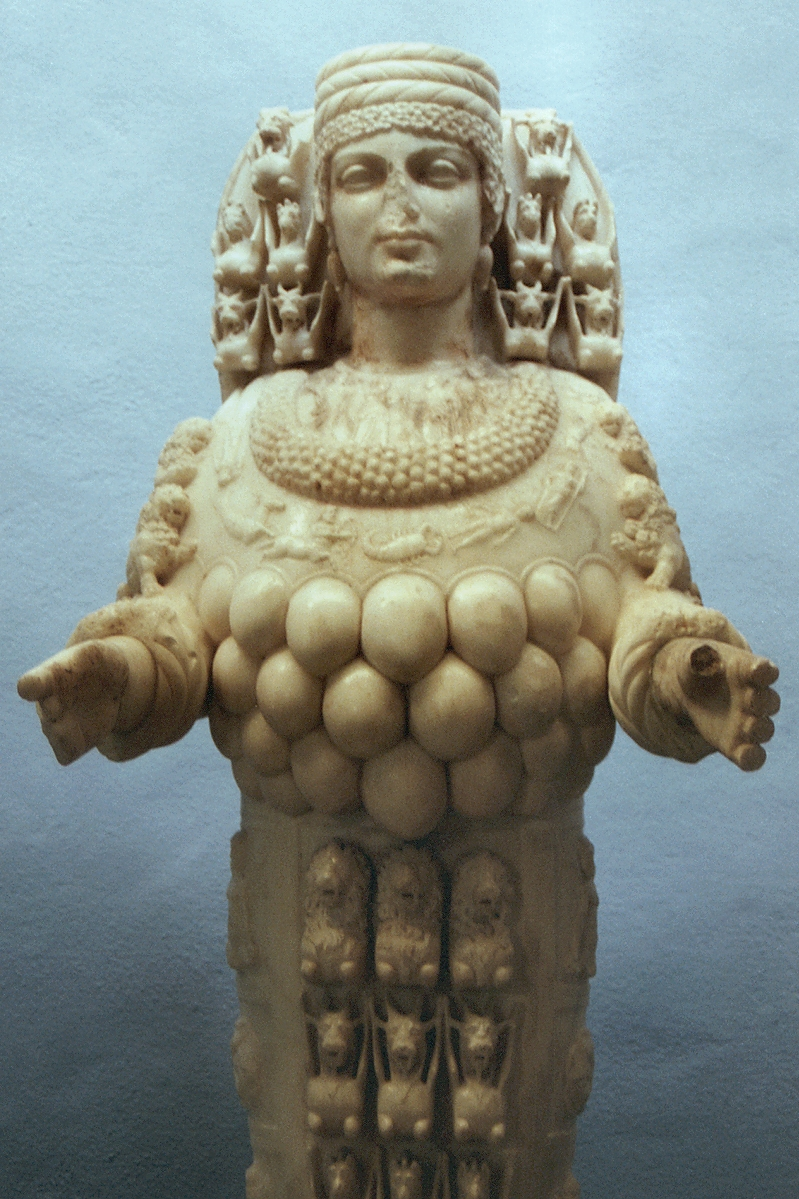
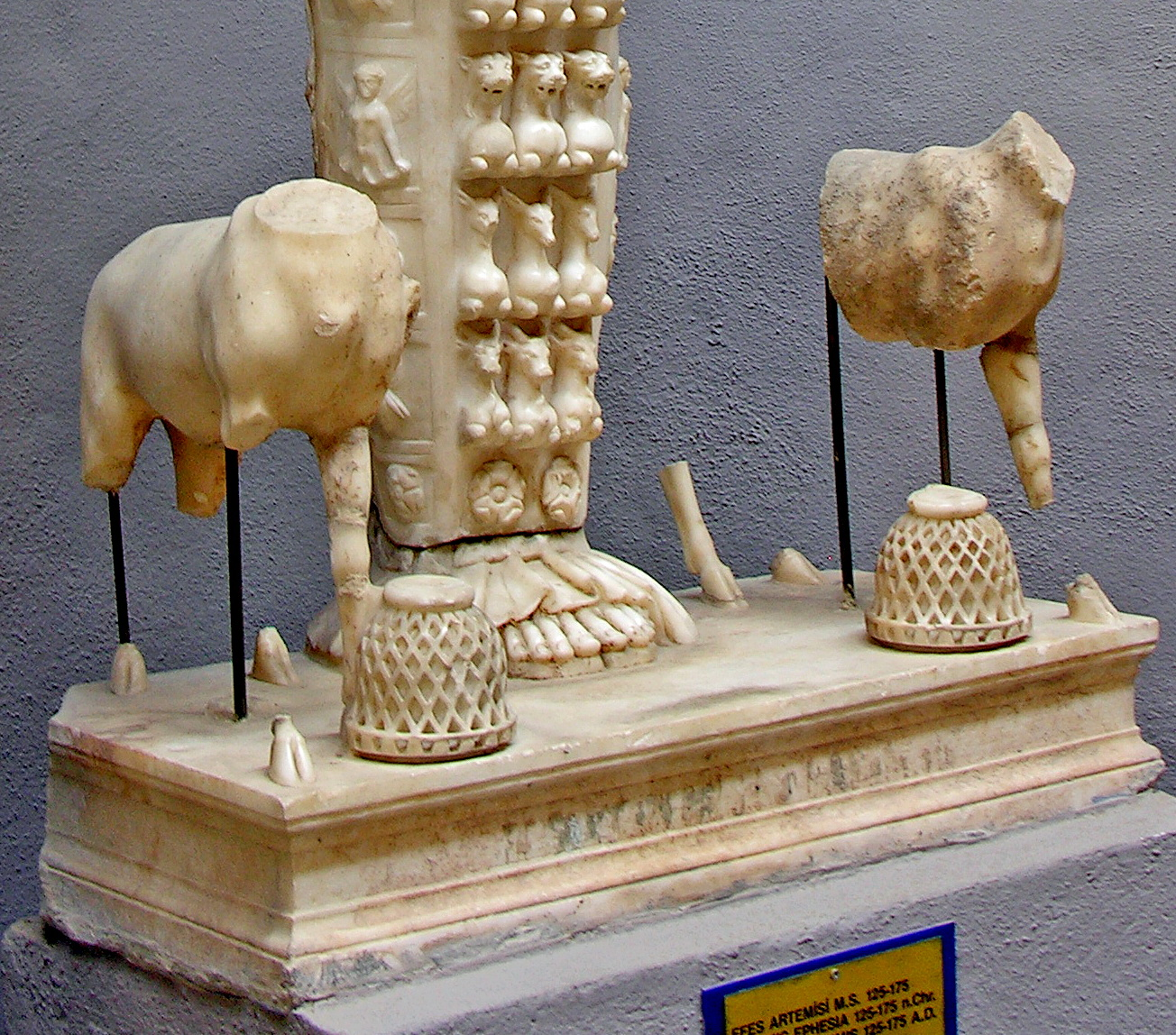

### Extérieur
Dans le jardin du musée, vous pouvez voir le sarcophage dit des Muses de la nécropole d'Ephèse, un cadran solaire de Claros, divers chapiteaux, des fragments architecturaux du mausolée de Belevi à proximité et diverses stèles funéraires de différentes époques. La reconstruction de la frise de Polyphème est également en place ici, dans le même agencement que celui observé sur le temple d'Isis.

### Département d'ethnologie
Un quartier marchand a été recréé dans la collection d'art populaire, avec notamment un salonu berbère (coiffeur turc), une fabrique d'eau de rose et un hammam .